# 웹 플랫폼
웹 플랫폼(Web platform)은 W3C와 기타 표준화 기구(예: WHATWG, 유니코드 컨소시엄, 국제 인터넷 표준화 기구, Ecma 인터내셔널)에 의해 개방형 표준으로 개발된 기술들의 총집합이다. W3C가 선보인 우산 용어이며 2011년에 W3C CEO 제프 자피는 웹 플랫폼을 "혁신, 통합, 비용 효율을 위한 플랫폼"으로 정으했다.
웹 플랫폼은 웹 페이지의 출판과 관련하여 처음으로 개발된 컴퓨터 언어 및 API 기술을 포함한다. 여기에는 HTML, CSS, SVG, MathML, WAI-ARIA, ECMA스크립트, WebGL, 웹 스토리지, Indexed Database API, 웹 컴포넌트, 웹어셈블리, 웹GPU, 웹 워커, 웹소켓, 지오로케이션 API, DOM 이벤트, 미디어 프래그먼트, XMLHttpRequest, 교차 출처 리소스 공유, 파일 API, RDFa, WOFF, HTTP, TLS 1.2 등이 포함된다.

## 같이 보기
- 반응형 웹 디자인
- 웹 표준